# Ben Weider
Benjamin Weider (n. 1 februarie 1923, Saint-Lin–Laurentides⁠(d), provincia Québec, Canada – d. 17 octombrie 2008, Montréal, provincia Québec, Canada) a fondat în 1946, împreună cu fratele său Joe, Federației Internaționale a Culturiștilor (IFBB), organizație al cărei președinte a fost până la data de 29 octombrie 2006. A doua sa pasiune este istoria lui Napoleon.
În cercurile napoleonice este unul din susținătorii teoriei că Napoleon a fost otrăvit de unul din membrii anturajului său, în timpul exilului din insula Sf. Elena. Este co-autor, împreună cu suedezul Sten Forshufvud, al cărții "Asasinarea lui Napoleon", apărută și în limba română în 1996. Weider este și autorul unei frumoase biografii a canadianului Louis Cyr, celebru strongman cu renume internațional.

## Distincții
- 1975 - Membru al Ordinului Canadei;
- 2000 - Cavaler al Ordinului Național al Quebecului;
- 2000 - Membru al Legiunii de Onoare Franceze;
- 2006 - Ofițer al Ordinului Canadei;